# (249) Ilse
(249) Ilse és un asteroide que forma part del cinturó d'asteroides i va ser descobert per Christian Heinrich Friedrich Peters des de l'observatori Litchfield de Clinton, Estats Units, el 16 d'agost de 1885.
Està nomenat així per Ilse, un personatge llegendari de les tradicions germanes.

## Característiques orbitals
Ilse està situat a una distància mitjana de 2,378 ua del Sol, podent allunyar-se fins a 2,892 ua. La seva inclinació orbital és 9,621° i l'excentricitat 0,2163. Triga 1340 dies a completar una òrbita al voltant del Sol.